# Sorte Nula
Sorte Nula é um filme português de 2004 dirigido por Fernando Fragata.

## Elenco
- Helder Mendes -  Alberto
- António Feio -  Chico
- Isabel Figueira -  Sandra
- Rui Unas -  Jacinto
- Adelaide de Sousa -  Susana
- Bruno Nogueira -  Mimoso
- Carla Matadinho -  Diana
- Zé Pedro - Recluso
- Pedro Teixeira -  Alex
- Zara Quiroga -  Lena

## Sorte Nula
- Ano: 2004
- Idade: M/12
- Duração: 90 minutos
- Género: Thriller / Mistério
- Distribuidora: Lusomundo
- País de Origem: Portugal

## Sinopse
Numa pacata vila da Margem Sul, ocorre um crime. Tal crime está associado a outros
problemas relativos à vítima e aos seus familiares e amigos. O facto faz mover imensa gente
que, comparece no local por acaso e, também por acaso se conhecem entre sí. Por ironia do
destino, e, sem darem por isso, todos formam uma espécie de equipa que visa de uma vez por
todas resolver o problema e trazer de volta a paz ao local.
Durante o filme, a história é contada de forma bastante sugestiva: ao invés da trama ser contada em linha reta, ou seja,  do princípio para o fim toda de seguida, é contada em elipse, mostrados primeiro os factos mais relevantes e, durante os mesmos, são mostrados os factos intermédios que ligam os principais. Esta técnica não é muito usada na ficção portuguesa ainda, sendo já bastante usada em outras ficções, como a norte-americana.

## Localização das Filmagens
Este filme não tem imagens de estúdio. Foi todo rodado numa zona descampada, no concelho do Seixal, distrito de Setúbal. Apenas uma cena intermédia foi filmada num centro de saúde no Seixal e, as cenas finais no Aeroporto de Lisboa.
A passagem de nível onde um comboio colhe um carro, não existe. Foi um trabalho minucioso recorrido à tecnologia mais sofisticada da época, a nível de animação digital.